# Епархия Абердина
Епархия Абердина (лат. Archidioecesis Aberdonensis) — епархия Римско-Католической Церкви c центром в городе Абердин, Шотландия. Епархия Абердина входит в митрополию Сент-Эндрюса и Эдинбурга.

## История

Герб епархии Абердина

23 июля 1727 года Ватиканом был учреждён Апостольский викариат Хайленда, который отделился от апостольского викариата Шотландии (сегодня — архиепархия Сент-Эндрюса и Эдинбурга).
13 февраля 1827 года апостольский викариат Хайленда был переименован в апостольский викариат Северного Округа, который 14 марта 1878 года был преобразован в епархию Абердина буллой Ex supremo Apostolatus Римского папы Льва XIII.

## Ординарии
- священник Александр Джон Грант (16.09.1727 — † 19.09.1727), назначенный епископ
- епископ Хью Макдональд (12.02.1731 — † 12.03.1773)
- епископ Джон Макдональд (12.03.1773 — † 9.05.1779)
- епископ Александр Макдональд (30.09.1779 — † 9.09.1791)
- епископ Джон Чисхолм (8.11.1791 — † 8.07.1814)
- епископ Эйнеас Чисхолм (8.07.1814 — † 31.07.1818)
- епископ Рэнальд Макдональд (27.08.1819 — 13.02.1827), назначен апостольским викарием Западного Округа
- епископ Джеймс Кайл (13.02.1827 — † 23.02.1869)
- епископ Джон Макдональд (23.02.1869 — † 4.02.1889)
- епископ Колин Грант (16.07.1889 — † 26.09.1889)
- епископ Хью Макдональд (14.08.1890 — † 29.05.1898)
- епископ Эйнеас Чисхолм (7.01.1899 — † 13.01.1918)
- епископ Джордж Генри Беннетт (18.06.1918 — † 25.12.1946)
- епископ Джон Александр Матесон (2.08.1947 — † 5.07.1950)
- епископ Фрэнсис Реймонд Уолш (20.06.1951 — 22.07.1963)
- епископ Майкл Фойлан (8.12.1964 — † 28.05.1976)
- епископ Марио Джозеф Конти (28.02.1977 — 15.01.2002), назначен архиепископом Глазго
- епископ Питер Энтони Моран (13.10.2003 — 4.06.2011)
- епископ Хью Гилберт (с 4.06.2011)

## Источник
- Annuario pontificio, Libreria Editrice Vaticana, Città del Vaticano, 2003, ISBN 88-209-7422-3
- Булла Ex supremo Apostolatus, AAS 11 (1878), p. 5  (лат.)